# احمدی‌نژاد: معجزه هزاره سوم
احمدی‌نژاد، معجزهٔ هزارهٔ سوم کتابی نوشتهٔ فاطمه رجبی است که در ستایش از ششمین رئیس جمهور ایران، محمود احمدی‌نژاد، نگاشته شده است. در ابتدا ادعا شد این کتاب با حمایت دفتر رئیس جمهور چاپ و منتشر شده‌است. این ادعا، بعدها از طرف دولت رد شد.
رجبی در مصاحبه‌ای که با عباس سلیمی‌نمین در تاریخ ۲۸ اردیبهشت ۱۳۹۰ داشت اعلام کرد اگر عنوان کتابش در متوهم نمودن احمدی‌نژاد تأثیر داشته از درگاه خدا طلب مغفرت می‌کند.